# Ксібет-ель-Медіуні (округ)
Ксібет-ель-Медіуні (араб. معتمدية قصيبة المديوني) — округ в Тунісі у регіоні Сахель. Входить до складу вілаєту Монастір. Центр округу — м. Ксібет-ель-Медіуні. Станом на 2004 рік загальна чисельність населення становила 28722 особи.